# Breda Smolnikar
Breda Smolnikar, psevdonim Gospa, slovenska pisateljica, * 19. januar 1941, Herceg Novi, Kraljevina Jugoslavija.

## Življenjepis
Breda Smolnikar se je rodila slovenskim staršem 19. januarja 1941 v mestu Herceg Novi v Črni gori kot prvorojenka, vendar je kakšno uro kasneje dobila še brata dvojčka. Ob začetku vojne je z družino pribežala v Slovenijo, natančneje v Domžale, kasneje pa se je preselila v Depalo vas, kjer domuje še danes. V Domžalah je končala osnovno šolo in nižjo gimnazijo. Šolanje je nadaljevala v Kranju, kjer je leta 1960 na tkalskem oddelku zaključila Srednjo tehniško tekstilno šolo. Nato se je vpisala na Univerzo v Ljubljani in sicer na tekstilni oddelek Fakultete za naravoslovje in tehnologijo, kjer je leta 1970 diplomirala z nazivom inženirka tekstilne tehnologije.
Od leta 1960 do 1964 je delala v tovarni Universale v Domžalah. Leta 1969 je za kratek čas delala kot tehnologinja v tovarni Jutranjka v Sevnici, nato pa kot tehnologinja za tehnične filce pričela z delom v Tovarni filca v Mengšu, kjer je delala vse do leta 1976. Od leta 1976 dalje je bila obrtnica. Sprva je imela v Domžalah kemično čistilnico, kasneje pa jo je preselila v Kranj in Črnuče in nato v Depalo vas. Leta 1999 je postala vodja malega podjetja Depala vas d.o.o., ki zajema čistilni servis, kemično čistilnico in pražarno kave.

## Delo
Breda Smolnikar je pričela s pisanjem pri devetnajstih letih in leta 1963 pri Mladinski knjigi izdala svoje prvo delo Otročki, življenje teče dalje. Sledili sta še dve mladinski deli, kateri je tako kot prvo izdala pri založbi Mladinska knjiga. To sta deli Mali mozaik imen (1967) ter Popki (1973). Skoraj vsa druga dela je zatem izdajala v samozaložbi. V svojih mladinskih delih obravnava telesno dozorevanje mladostnika, njegovo burno čustvovanje in iskanje identitete.
Nato je, pod psevdonimom Gospa, pričela s pisanjem za odrasle. Tako se je pojavilo vprašanje, kdo se skriva za tem imenom, saj je vse presenetila moč njenih besedil. Hkrati si je nakopala težave, saj je ta seriozna besedila pisala za tisti čas politično neustrezno. To je bila literatura z medvojno in povojno tematiko, zaradi česar je bila posredno tudi obsojena na trimesečno zaporno kazen (pogojno za dobo dveh let). Pod psevdonimom Gospa je izdala naslednja dela: Balada o divjem mleku (1980), Ko je umiral Stob (1982), Mrtvi Stob (1983) in Stobovske balade (1985).
Leta 1998 je za mesec dni, na povabilo švicarskih pisateljev, odšla v Švico, kjer je v samostanu Ittingen napisala pripovedko Ko se tam gori olistajo breze (ena od Zlatih dépuških pripovedk), ki je istega leta izšla v samozaložbi. Delo je sprožilo sodni postopek petih neznanih tožnic, ki naj bi v tej knjigi prepoznale svoje že davno pokojne starše. Sodni postopek je trajal osem let in se končal leta 2007 na Ustavnem sodišču RS v prid pisateljice. V času za javnost zaprtega sodnega procesa je, kot odgovor na ta sodni proces, izdala kar nekaj del.
Leta 1999 je izdala Zlate dépuške pripovedke, katere je leto kasneje protestno – skupaj z lutko pizdenškega vohuna – sežgala. Ker je morala svoje Breze umakniti s prodajnih polic in knjižnic, je leta 2004 izdala delo z naslovom Ko se tam gori ne olistajo breze, vendar je to delo kar sama sodno cenzurirala. Istega leta je izdala tudi Najbolj zlato dépuško pripovedko o ihanski ruralki, ki je bila zaklenjena z vrvico in kovinsko plombo in vsebuje meddrugim nedovoljeni sodni material iz zaprtega sodnega procesa. Leta 2005 je avtorica na svetovni kongres PEN-a na Bled odnesla sto samozaloženih izvodov angleškega prevoda obtožene pripovedke When the Birches Up There Are Greening, seveda zaklenjene, kot vse druge izdane knjige v tem času. Leta 2006 je izdala zašifrirano, jecljajočo, prestrašeno pripovedko Kkko ssse tttam gggori ooolistajo bbbreze. Istega leta je izdala tudi zgoščenko z naslovom Ko se tam gori olistajo breze, ki jo je posnela med procesom, saj v slovenski ustavi človeška beseda ni prepovedana. Tako je v času sodnega procesa avtorica sama pripovedovala svojo, takrat prepovedano, pripovedko in jo izdala v kompletu dveh zgoščenk. Tudi leta 2006 izdana Škila (GMB+M), (pravtako ena od Zlatih dépuških pripovedk), je bila zaklenjena in je s svojo negativno, kruto vsebino aludirala na sodni proces. Izdana je bila, kot vse druge avtoričine knjige v tem času, v samozaložbi, vendar edina s pomočjo Ministrstva za kulturo RS. Po končanem sodnem procesu (2007) so pri Založbi Sanje izdali ponatis dela Ko se tam gori olistajo breze. Delo je bilo leta 2005 prevedeno v angleščino (zaklenjeno) in leta 2010 v slovaščino (slovaški prevod izdan pri založbi Kalligram).
V samozaložbi je izdala tudi deli Stobovske elegije (2002) in  Spuščena zanka (2003). Leta 2006 je pri Cankarjevi založbi izdala Poletje v zgodbi. Njeno zadnje izdano delo je Veliki slovenski tekst (2010) - izdano v samozaložbi ob zaključku njene petdesetletne literarne poti in ob sedemdesetletnici rojstva. S tem delom je končala svojo literarno pot.
Skupno z vsemi ponatisi in prevodi je izdala petindvajset knjig in eno zgoščenko.

## Nagrade
- 1961,  1. nagrada Mladih potov za najboljšo prozo
- 1964, Levstikova nagrada za mladinsko književnost
- 1974, Kersnikova nagrada
- 1980, Kersnikova nagrada (kasneje jo je vrnila)
- 1981, nominacija za Prešernovo nagrado iz sklada
- za tri knjige je prejela prvo nagrado Književne mladine Slovenije za najboljšo samozaložbo na Slovenskem
- 1999, srebrna plaketa občine Domžale (kasneje jo je vrnila)